# Santa Maria in Domnica alla Navicella (församling)
Santa Maria in Domnica alla Navicella är en församling i Roms stift.
Till församlingen Santa Maria in Domnica alla Navicella hör följande kyrkobyggnader och kapell:
- Santa Maria in Domnica alla Navicella
- San Clemente al Laterano
- San Sisto Vecchio a Via Appia
- San Tommaso in Formis all'Arco di Dolabella
- Sant'Andrea al Celio
- Santa Maria della Pietà al Colosseo
- Santi Andrea e Gregorio al Celio
- Santi Giovanni e Paolo al Celio
- Santo Stefano Rotondo al Celio
- Cappella Calvary Hospital
- Cappella Ospizio dell'Addolorata
- Cappella Policlinico Militare Celio
- Missionarie della Carità al Celio